# Sita-Taty Matondo
Pour les articles homonymes, voir Matondo.
Sita-Taty Matondo, né le 28 décembre 1984 à Kinshasa, est un ancien joueur international canadien de soccer ayant évolué au poste d'attaquant.

## Biographie

### En club
Il commence sa carrière en 2003 avec l'Impact de Montréal. En mars 2004, après un premier essai au club en décembre 2002, il signe un contrat de six mois avec un club de Superettan, le Landskrona BoIS, où il est appelé pour jouer en priorité avec l'équipe réserve. 
En 2005, il est de retour avec l'Impact de Montréal, et il y joue seulement sept minutes. En 2006, il signe avec les Whitecaps de Vancouver. Le 11 avril 2007 il est échangé à l'Impact de Montréal en retour de Jason McLaughlin.

### En équipe nationale
Avec les moins de 20 ans, il participe à la Coupe du monde des moins de 20 ans 2003 organisée aux Émirats arabes unis. Lors du mondial junior, il est titulaire et joue cinq matchs. Le Canada est éliminé en quart de finale par l'Espagne.
Il reçoit une sélection en équipe du Canada lors de l'année 2003. C'est son seul match en équipe nationale.

## Statistiques en carrière
| Club            | année | pj | pd | MIN  | B | P | PTS | C | E |
| --------------- | ----- | -- | -- | ---- | - | - | --- | - | - |
| Montréal        | 2003  | 19 | 5  | 696  | 4 | 0 | 8   | 1 | 0 |
| Landskrona BoIS | 2004  | -  | -  | -    | - | - | -   | - | - |
| Toronto         | 2005  | 18 | 13 | 1074 | 2 | 2 | 6   | 6 | 1 |
| Montréal        | 2005  | 1  | 0  | 7    | 0 | 0 | 0   | 0 | 0 |
| Vancouver       | 2006  | 21 | 4  | 510  | 3 | 0 | 6   | 0 | 0 |
| Montréal        | 2007  | 17 | 2  | 349  | 0 | 0 | 0   | 0 | 0 |
| Montréal        | 2008  | 15 | 1  | 224  | 0 | 1 | 1   | 0 | 0 |
| Total Impact    | ----- | 52 | 8  | 1276 | 4 | 1 | 9   | 1 | 0 |
| Total USL       | ----- | 91 | 25 | 2860 | 9 | 3 | 21  | 7 | 1 |